# یوخن هورست
یوخن هورست (آلمانی: Jochen Horst؛ زادهٔ ۷ سپتامبر ۱۹۶۱) بازیگر اهل آلمان است.
از فیلم‌ها یا برنامه‌های تلویزیونی که وی در آن نقش داشته‌است، می‌توان به جگوار، نرون، لوتر، باغ سیمانی اشاره کرد.